# Napoleão Cybulski
Napoleão Cybulski (13 de setembro de 1854 - 26 de abril de 1919) foi um fisiologista polonês e um dos pioneiros da endocrinologia e eletroencefalografia. O descobridor de adrenalina, ele foi o primeiro a isolar e identificar a substância em 1895.